# Австрийские Нидерланды
Австрийские Нидерланды (нем. Österreichische Niederlande, фр. Pays-Bas autrichiens, нидерл. Oostenrijkse Nederlanden, лат. Belgium Austriacum) — территории Южных Нидерландов (за исключением Льежского княжества-епископства), находившиеся под властью австрийских Габсбургов с 1713 по 1794 год. Территориально большей частью соответствовали нынешним Бельгии и Люксембургу.

## Политическая история и государственное устройство
Территории Южных (католических) Нидерландов перешли от испанских Габсбургов к австрийским в результате Утрехтского мира (1713 год), завершившего Войну за испанское наследство. С этого момента суверенным монархом этих территорий стал эрцгерцог Австрии, император Священной Римской империи. Таким образом, за время фактического существования Австрийских Нидерландов с 1713 по 1794 год их австрийскими правителями были Карл VI (1713—1740), Мария Терезия (1740—1780), Иосиф II (1780—1790), Леопольд II (1790—1792) и Франц II (1792—1795).
Поскольку монарх находился в Вене, для управления землями Южных Нидерландов назначался штатгальтер (наместник, генерал-губернатор). Его резиденция находилась в Брюсселе, фактической столице Австрийских Нидерландов.
Штатгальтеры Австрийских Нидерландов:
- 1716—1724 — Евгений Савойский, принц кариньянский
- 1724—1741 — Мария Елизавета, эрцгерцогиня Австрии
- 1741—1744 — Фридрих Август, граф Гаррах-Рорау
- 1744—1744 — Мария Анна, эрцгерцогиня Австрии, и Карл Александр, принц Лотарингский
- 1744—1780 — Карл Александр, принц Лотарингский
- 1781—1793 — Мария Кристина, эрцгерцогиня Австрии, и Альберт Казимир, герцог Саксен-Тешена
- 1793—1794 — Карл, эрцгерцог Австрии

Функциями правительства обладали три так называемых «коллатеральных совета» (фр. conseils collatéraux, нидерл. collaterale raden), которые были учреждены ещё в 1531 году Карлом V. Государственный совет (фр. Conseil d’Etat, нидерл. Raad van State) в основном отвечал за иностранные отношения и военные вопросы, Секретный совет (фр. Conseil Secret, нидерл. Geheime Raad) в основном занимался юридическими вопросами, а Совет финансов (фр. Conseil des Finances, нидерл. Raad van Financiën) играл роль министерства экономики и финансов. Коллатеральные советы имели совещательные полномочия.
Несмотря на то, что Австрийские Нидерланды были суверенной территорий австрийских Габсбургов, соседние государства оказывали заметное влияние на политику штатгальтерства. В соответствии с Барьерным договором (1715) республиканская Голландия размещала свои гарнизоны в ряде городов Австрийских Нидерландов. Сильно было и неофициальное влияние. Так, под давлением Голландии и Великобритании, австрийские императоры были вынуждены ликвидировать успешную торговую Остендскую компанию, которая оказывала конкуренцию Голландской и Английской Ост-Индийским компаниям.
В ходе Войны за австрийское наследство в 1740-х годах территории Австрийских Нидерландов были большей частью оккупированы Францией, однако после заключения Ахенского мира (1748) австрийские Габсбурги вернули себе все свои нидерландские владения.
В конце XVIII века власть австрийских Габсбургов над Южными Нидерландами ослабела. В 1789—1790 годах здесь вспыхнула Брабантская революция, в результате которой были провозглашены Бельгийские соединённые штаты — первое независимое бельгийское государство в истории. Габсбургам удалось подавить революцию и восстановить свою власть над южнонидерландскими (бельгийскими) землями, однако уже в 1792 году Австрийские Нидерланды были захвачены французскими революционными войсками, а в 1795 году аннексированы, поделены на департаменты и формально включены в состав республиканской Франции.

## Экономика
Утрехтский мир означал конец непрерывной череды войн Людовика XIV, которая длилась более сорока лет и нанесла заметный ущерб экономике Южных Нидерландов. В первой половине XVIII века экономика Австрийских Нидерландов большей частью ещё продолжала находиться в состоянии стагнации, но после Ахенского мира (1748) экономика начала восстанавливаться и развиваться. Этому способствовала экономическая политика императрицы Марии-Терезии и наместника Карла Лотарингского. Для защиты внутреннего рынка от иностранной конкуренции вводился комплекс мер, аналогичных тем, к которым прибегал Кольбер во Франции (меркантилизм). Также австрийские власти развивали инфраструктуру. В Австрийских Нидерландах велось активное строительство сети мощеных шоссейных дорог и судоходных каналов. Улучшалась портовая инфраструктура Остенде, который фактически стал главным морским портом Австрийских Нидерландов (Антверпен утратил эту роль, поскольку голландцы продолжали блокировать устье Шельды).
Развивалось мануфактурное производство. На фарфоровой мануфактуре в Турнэ было занято несколько сотен работников. В Брюсселе находились мануфактуры Симонса, где строились кареты. В регионе Шарлеруа уже в начале XVIII века фактически началась промышленная революция. Здесь развивались добыча угля, чёрная металлургия и производство стекла (в основном оконного и бутылок). Уже в XVIII веке здесь начали использоваться паровые машины. В городах сохранялась цеховая организация ремёсел. В некоторых сельских регионах развивалось производство, организованное по принципам «рассеянной мануфактуры», например производство гвоздей в регионе Шарлеруа и текстильное производство во Фландрии.

## Культура
В XVIII веке культура Австрийских Нидерландов прежде всего была ориентирована на Францию. Французское влияние было чрезвычайно велико во всех видах искусств. Уже в 1700 году в Брюсселе открылся театр Ла Монне, где в основном ставились французские оперы.
По сравнению с предыдущим веком, южнонидерландское (фламандское) искусство XVIII веке менее оригинально, этот век не породил художников уровня Рубенса или Ван Дейка. Из скульпторов можно отметить Лорана Дельво (фр. Laurent Delvaux), из художников — Питера Йозефа Верхагена (нидерл. Pieter-Jozef Verhaghen), который продолжал традиции Рубенса.
В архитектуре заимствовались французские «стили Людовиков». Церковное строительство было малоактивным, но в то же время в городах активно строились и перестраивались дома и дворцы буржуазии и дворян. Особенно активно гражданское строение велось во второй половине века в период экономического роста. Большое количество буржуазных и дворянских резиденций того времени сохранилось в Генте, здесь они известны, как «отели» (в контексте того времени слово «отель» означало не гостиницу, а богатую городскую резиденцию — особняк, городскую усадьбу или даже целый дворец). Важнейшими архитекторами гентский «отелей» были Бернард де Вильде (нидерл. Bernard de Wilde) и Давид ‘т Киндт (нидерл. David 't Kindt).
В середине XVIII старый «двор Нассау» в Брюсселе был перестроен под дворец Карла Лотарингского. В конце века в Брюсселе был создан градостроительный ансамбль Королевского района, включающего Королевскую площадь и Брюссельский парк. Ансамбль королевского района является характерным примером градостроительства эпохи классицизма.
Французский язык доминировал и в культурной жизни, в том числе и во фламандских провинциях (по крайней мере в высших классах), хотя разговорным языком большей части населения здесь были различные диалекты фламандского. Однако к концу XVIII века среди части фламандской «интеллигенции» начал пробуждаться интерес к родному языку. В 1788 журналист Ян Баптист Верлой (нидерл. Jan Baptist Verlooy) опубликовал памфлет-манифест «Трактат о неуважении к родному языку в Нидерландах» (нидерл. Verhandeling op d'Onacht der moederlyke Tael in de Nederlanden, под «Нидерландами» подразумевались конкретно Австрийские Нидерланды), в котором он призывал к признанию фламандского как полноценного языка, к стандартизации фламандской орфографии и к использованию фламандского языка в образовании и театре.

### Обзорные работы
- Hervé Hasquin (red.). Oostenrijks België, 1713-1794 : de Zuidelijke Nederlanden onder de Oostenrijkse Habsburgers. — Brussel: Gemeentekrediet, 1987. — С. 639. — ISBN 905066024X.
- Jan Van Den Broeck. Promenades in de Pruikentijd. De Zuidelijke Nederlanden met een maat Madrid, een wasem Wenen en een part Parijs. 1700-1795. — Antwerpen: Icarus, 1995. — 300 с. — ISBN 90 02 19906 6.

### Политика, правители
- Leo De Ren, Luc Duerloo, Jan Roegiers. De gouverneurs-generaal van de Oostenrijkse Nederlanden. — Brussel: Kredietbank, 1987. — 64 с.

### Экономика
- Hervé Hasquin. Une mutation: le "Pays de Charleroi" aux XVIIe et XVIIIe siècles. Aux origines de la Révolution industrielle en Belgique. — Bruxelles: Editions de l'Institut de Sociologie - Université Libre de Bruxelles, 1971. — 375 с.
- Hubert van Houtte. Histoire économique de la Belgique à la fin de l'ancien régime. — Gand: Van Rysselberghe & Rombaut, 1920. — 588 с.
- Ann Coenen. Carriers of Growth? International Trade and Economic Development in the Austrian Netherlands. — Leiden, Boston: Brill, 2015. — 315 с. — (Library of Economic History, Volume 6). — ISBN 978-90-04-27259-0.